# Projeto B-65
O Projeto B-65 foi uma classe de cruzadores de batalha planejada para a Marinha Imperial Japonesa. Os navios começaram a ser desenvolvidos em 1939 e inicialmente fariam parte da Força de Batalha Noturna, que atacaria as defesas externas de uma frota inimiga para lançar torpedos nos navios capitais no centro. Entretanto, seu propósito foi alterado para a escolta da frota principal, pois os japoneses tinham descoberto as especificações da Classe Alaska, da Marinha dos Estados Unidos. O planejamento já estava bem avançado a ponto de testes de armamentos terem sido realizados, com as construções tendo sido aprovadas, porém os rumos negativos da Segunda Guerra Mundial, mais a priorização da construção de porta-aviões e navios menores, impediu que o Projeto B-65 fosse construído.

## Desenvolvimento
As experiências da Marinha Imperial Japonesa durante a Guerra Russo-Japonesa de 1904–05, especialmente na Batalha de Tsushima, muito influenciaram a criação de sua doutrina da "batalha decisiva", que guiou o desenvolvimento e uso da linha de batalha japonesa até a Segunda Guerra Mundial. Esse conceito era a principal estratégia da Marinha Imperial para derrotar as marinhas das principais potências ocidentais, principalmente do Reino Unido e dos Estados Unidos, em caso de guerra. A estratégia era formada por quatro componentes primordiais: um confronto de superfície decisivo determinado por armas grandes, táticas de atrito contra um inimigo numericamente superior, uma dependência em qualidade sobre quantidade em armamentos navais e o uso de ataques de torpedos noturnos.
A batalha decisiva ganhou uma ênfase cada vez maior depois do Tratado Naval de Washington de 1922 e do Tratado Naval de Londres de 1930, que colocaram restrições no tamanho da frota japonesa em comparação com as potências ocidentais, especialmente britânicos e norte-americanos. A Marinha Imperial formou em 1936 a Força de Batalha Noturna, que, como concebida, iria atacar, durante a noite, os cruzadores e contratorpedeiro do anel defensivo externo de um inimigo hipotético, normalmente previsto como a Frota do Pacífico dos Estados Unidos. Os cruzadores e contratorpedeiros da Marinha Imperial iriam romper as defesas e lançar torpedos contra os couraçados inimigos. O que restasse da frota oponente seria finalizada pela principal força de couraçados japoneses no dia seguinte.
A Marinha Imperial designou uma divisão de cruzadores de batalha ou couraçados rápidos para proporcionar poderio de fogo adicional aos ataques noturnos. Os cruzadores de batalha da Classe Kongō foram inicialmente designados para essa função e aprimorados para couraçados rápidos entre 1933 e 1940. Os japoneses planejaram substituir os quatro membros da Classe Kongō com quatro "super" cruzadores. Estas embarcações foram concebidas em 1936 e teriam canhões principais de 310 milímetros, blindagem projetada para se defender de disparos de armas de até 203 milímetros e serem capazes de velocidades de até quarenta nós. Eles seriam designados como "cruzadores classe super A" com o objetivo de significar sua posição superior a cruzadores classe A, que eram cruzadores pesados.
O plano para a classe de cruzadores foi finalizado como parte dos Círculos Cinco e Seis dos planos de construção de navios de guerra da Marinha Imperial, datados de 7 de janeiro de 1941. A ideia era para que seis embarcações do Projeto B-65 fossem construídas em dois incrementos, com as duas primeiras no Círculo Cinco e as restantes no Círculo Seis. A inteligência japonesa descobriu por volta dessa época sobre as especificações dos cruzadores de batalha da Classe Alaska, da Marinha dos Estados Unidos, que tinham sido autorizados pelo Congresso dos Estados Unidos em 5 de setembro de 1940. A Marinha Imperial acreditava que esses navios formariam a escolta da linha de batalha norte-americana em tempos de guerra. Dessa forma, o propósito do Projeto B-65 foi alterado e passou a ser fazer frente à ameaça imposta pela Classe Alaska.

## Características
Os trabalhos de projeto começaram em meados de 1939. Planos preliminares para a nova classe foram finalizados em setembro de 1940 e estavam adiantados o suficiente para que testes com a blindagem inferior e com o armamento principal fossem realizados entre 1940 e 1941. Os planos eram para navios que teriam uma enorme semelhança com os couraçados da Classe Yamato, com a mesma "construção de proa clipper, convés único e superestrutura geralmente similar", porém em tamanho reduzido. Eles teriam um comprimento da linha de flutuação de 240 metros, um comprimento de fora a fora de 246,2 metros, uma boca de 27,2 metros e calado de 8,8 metros.
O armamento principal do Projeto B-65 seria de nove canhões, calibre 50, de 310 milímetros montados em três torres de artilharia triplas, duas na proa, com a segunda sobreposta a primeira, e uma na popa. O armamento secundário teria dezesseis canhões de duplo-propósito Tipo 98, calibre 65, de 100 milímetros em montagens duplas instaladas nas laterais da superestrutura, mais doze canhões antiaéreos Tipo 95, calibre 60, de 25 milímetros e quatro metralhadoras Hotchkiss licenciadas de 13,2 milímetros. As embarcações teriam um cinturão de blindagem principal de 190 milímetros inclinado em vinte graus, enquanto o convés teria 125 milímetros. O sistema de propulsão teria oito caldeiras alimentando quatro turbinas a vapor, que seriam capazes de gerar 170 mil cavalos-vapor (125 mil quilowatts) de potência, o suficiente para que os navios chegassem a uma velocidade de 34 nós (63 quilômetros por hora), mais rápido do que o "requerimento fundamental de projeto" de 33 nós (61 quilômetros por hora).
Uma proposta para aumentar a bateria principal para 356 milímetros e fortalecer sua blindagem para resistir a projéteis de mesmo tamanho foi apresentada para fazer frente aos canhões de 305 milímetros da Classe Alaska. Entretanto, nada resultou devido ao aumento de deslocamento para 45 mil toneladas e redução de performance.

## Cancelamento
A Marinha Imperial passou a considerar que tinha uma necessidade muito maior de porta-aviões e embarcações auxiliares em 1941, a medida que a guerra contra os Estados Unidos se aproximava. Isto, mais a necessidade de completar os programas dos Círculos Três e Quatro, adiaram o início do Círculo Cinco. O plano do Círculo Cinco foi muito revisado depois da derrota na Batalha de Midway em junho de 1942 e o Círculo Seis foi adiado indefinidamente. O novo plano ainda tinha dois navios do Projeto-B65, que receberam os números 795 e 796, com previsões de comissionamento para 1945 e 1946. Entretanto, enquanto a guerra progredia, necessidades estratégicas adiaram ainda mais os planos dos novos cruzadores. O planejamento do Projeto B-65 nunca foi finalizado e nenhum contrato para suas construções chegou a ser atribuído.